# Bilaterale afstamming
Bilaterale afstamming of cognatische afstamming is afstamming waarbij de mannelijke en vrouwelijke lijn als gelijkwaardig worden beschouwd. Dit in tegenstelling tot unilineaire afstamming, waarbij de dochter of zoon lid wordt van de afstammingsgroep van of de vader of de moeder. Dit heeft tot gevolg dat het lidmaatschap van een specifieke groep bij bilaterale afstamming van minder belang is, men maakt deel uit van meerdere, elkaar overlappende verwantschapscategorieën.
De categorieën kunnen gebaseerd zijn op personal kindred en descending kindred.

## Personal kindred
De personal ego-oriented kindred stelt een specifiek individu, ego, centraal. De categorie omvat dan de vier grootouders of de acht overgrootouders en hun afstammelingen. Alleen volle siblings, kinderen van hetzelfde ouderpaar, behoren tot dezelfde kindred als ego. Waar bij unilineaire afstamming de afstammingsgroep blijft bestaan als leden sterven, verdwijnt de personal kindred op dat moment. Er is dan ook geen sprake van een verwantschapsgroep met bijbehorende rechten en plichten, maar van een netwerk. Een kindred kan in dit geval dan ook geen bezit omvatten. In westerse samenlevingen domineert de personal kindred.

## Descending kindred
De descending kindred of cognatic descent group gaat uit van voorouders of voorouderparen en hun afstammelingen. Dit betekent dat men deel uitmaakt van meerdere bilaterale afstammingsgroepen. Uitgaande van de overgrootouders zouden dit er al vier zijn. Doordat de kindreds ook na de dood van de leden blijven bestaan, kan deze wel bezit omvatten. Met het toenemen van de generaties zal het aantal belangen toenemen, maar het individuele belang in het bezit van een specifieke kindred zal sterk afnemen. Om deze reden is er vaak sprake van een restricted descent group waarbij de rechten verloren gaan zodra men blijvend verhuist.
Vaak is de huwelijksvestiging in deze samenlevingen ambilokaal waarbij de vestigingsplaats afhankelijk is van de beschikbare middelen. Ambilineaire groepen kunnen dan ook vaak beter reageren op veranderende omstandigheden dan unilineaire groepen. In de praktijk bestaat er echter ook binnen bilaterale groepen een voorkeur voor patri- dan wel matrilineaire afstamming. Andersom is er ook in patri- en matrilineaire groepen sprake van overdracht van voorrechten aan kinderen die daar formeel geen recht op hebben, ook wel complementaire filiatie genoemd. In tijden van crisis kan men hier sterker de nadruk op leggen. Daarmee verschillen unilineaire groepen en descending kindred minder van elkaar dan van de personal kindred.